# Gösta Drake
Carl Gustaf (Gösta) Drake (af Hagelsrum), född 15 juni 1867 i Stockholm, död 1 maj 1944 i Oscars församling i Stockholm, var en svensk idrottsledare och militär.
Drake var överstelöjtnant i det militära, och Svenska Cykelförbundets ordförande 1900–1915, Svenska Skridskoförbundets ordförande 1904–1907 och Nordiska cykelförbundets ordförande 1913–1916. Han var även styrelseledamot i Svenska gymnastik- och idrottsförbundet 1891–1904, och deltog i förberedelserna för bildandet av Riksidrottsförbundet 1903 samt var ledamot av Riksidrottsförbundets överstyrelse 1903–1918, bland annat som medlem i förvaltningsutskottet 1903–1915. Drake var där även medlem av Sveriges Olympiska Kommitté 1914–1915 och 1920. Han gjorde flera uppmärksammade långmarscher, bland annat Stockholm-Göteborg med 32 kilograms packning på 12 dagar 1894. Drake är begraven på Norra begravningsplatsen utanför Stockholm.